# Tschaggunser Mittagspitze

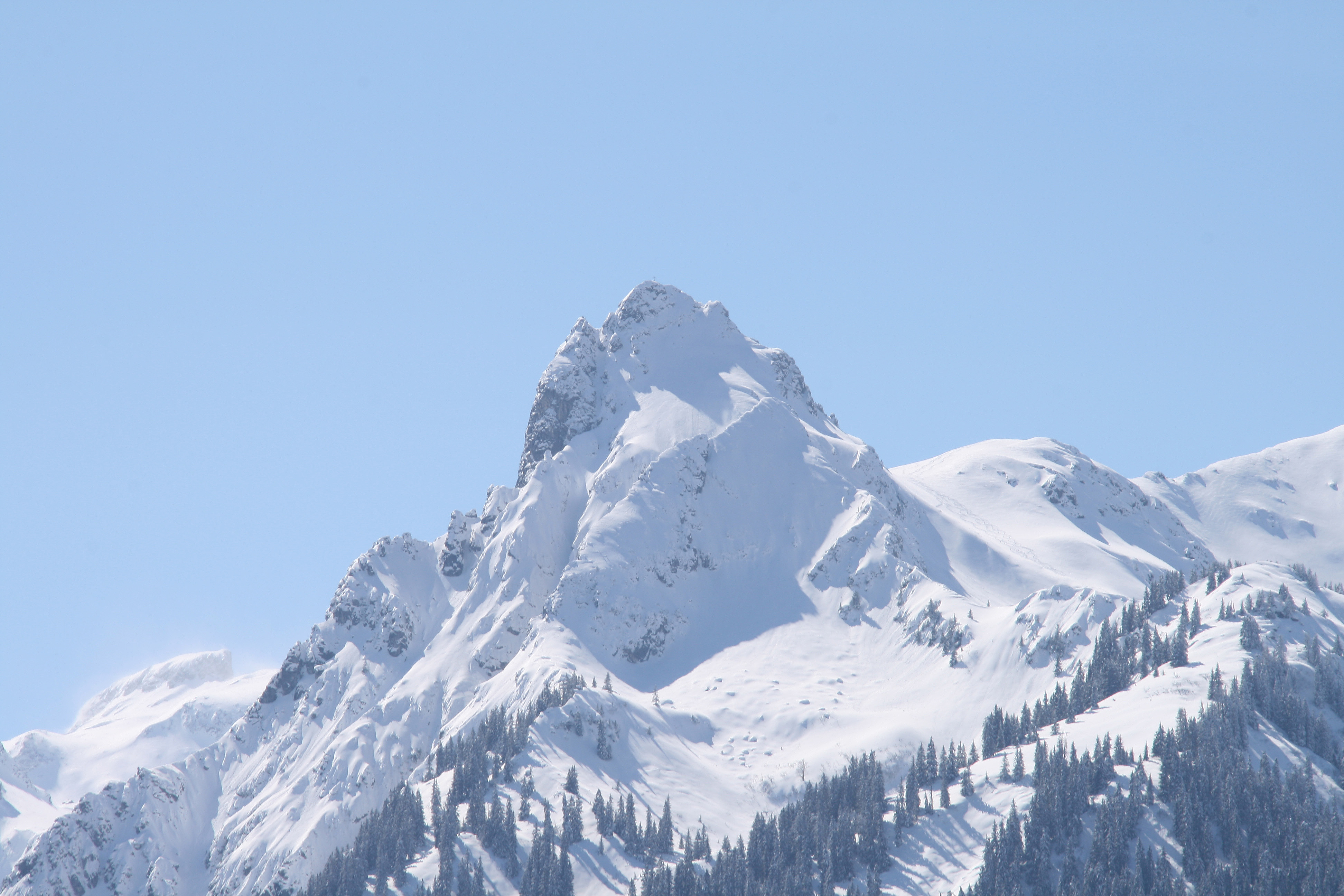
Blick von Bartholomäberg

Die Tschaggunser Mittagspitze ist ein 2168 Meter hoher Berg im österreichischen Bundesland Vorarlberg in der Region Montafon. 
Die Mittagspitze liegt im Rätikon oberhalb von Tschagguns. Der Aufstieg erfolgt von Latschau oder Grabs über die Alpilaalpe (1686 m) vorbei am Tobelsee hinauf zum Walser Alpjoch und dann in nördlicher Richtung über den leichten Grat zum Gipfel. 
Die Aufstiegszeit beträgt etwa zwei bis drei Stunden; für den letzten Teil des Weges auf den felsigen Gipfel (Kletterei) sind Trittsicherheit und Schwindelfreiheit erforderlich.